# ГАЗ-ТК
ГАЗ-ТК — советский лёгкий бронеавтомобиль межвоенного периода, разработанный Л. Курчевским (изобретателем безоткатных орудий).

## История
В начале 1935 года КБ Леонида Курчевского, ранее разрабатывавшего одноимённый трёхосный автомобиль, предложило создать на шасси данного трёхосника бронеавтомобиль. Оценочная комиссия не осталась в восторге от проекта, но одобрение на постройку опытного образца было получено (бронеавтомобили ФАИ и Д-8 обладали недостаточной проходимостью).

## Конструкция
Бронеавтомобиль являлся своеобразной компиляцией из узлов и компонентов нескольких машин. Ходовая часть, элементы трансмиссий и двигатель были взяты от трёхосного грузовика ГАЗ-ТК, который, в свою очередь, взял их у ГАЗ-А. Корпус был взят от ФАИ, но видоизменён: его разрезали в средней части и сделали вставку шириной 820 мм; в освободившемся пространстве была установлена радиостанция типа 71-ТК, оснащённая поручневой антенной. По бортам машины находились запасные колёса, которые свободно вращались на специальных кронштейнах и могли помогать при преодолении неглубоких рвов. Башня и вооружение (7,62-мм пулемёт ДТ с боезапасом в 1953 патрона) также были взяты от ФАИ.

## Испытания
Заводские испытания прошли с июня по сентябрь 1935 года: машина прошла 1665 км по дорогам Московской области, а также 571 км на полигоне НИБТ (из них 394 км по щебенчатому шоссе и 177 км по просёлку среднего качества с цепями). Результаты оказались неудовлетворительными. Согласно заключению представителей были выявлены недостатки:

1. Шасси ТК не может быть изготовлено из типовых деталей ГАЗ-А и ГАЗ-АА.
2. Комплект бронекорпуса ФАИ не может быть использован для изготовления бронекорпуса ГАЗ-ТК.
3. По вооружению — принимая во внимание, что бронеавтомобиль ГАЗ-ТК является машиной повышенной проходимости и может быть использована в различной боевой обстановке считать, что вооружение её не достаточно. Кроме того, вооружение поставленное в настоящее время страдает целым рядом недостатков...
4. По проселку и пересеченной местности бронемашина ГАЗ-ТК с цепями противоскольжения имеет хорошую проходимость. Но по сравнению с автомобилями повышенной проходимости, например ГАЗ-ААА и ЗИС-6, ГАЗ-ТК обладает худшей проходимостью и приспособляемостью.
5. По сравнению с ФАИ ГАЗ-ТК обладает:
  1. Хорошей проходимостью при движении на участках грязного проселка и подъемах;
  2. Большим радиусом поворота (6,5 м против 5,5 м у ФАИ);
  3. Меньшей максимальной скоростью (63,5 км/ч, ФАИ 85 км/ч);
  4. Запас хода ГАЗ ТК - 230 км, у ФАИ - 200 км;
  5. ГАЗ-ТК преодолевает препятствия, непреодолимые для ФАИ (канавы);
  6. Брод и крен одинаковы;
  7. Броневой корпус ГАЗ-ТК свободнее, что дает возможность удобного размещения радиостанции.

6. Но бронеавтомобиль ГАЗ-ТК имеет ряд существенных недостатков:
  1. Автомобиль перегружен, в особенности его передняя ось, а при прохождении препятствий при вывешивании одного из мостов перегружается другой;
  2. Отсутствие приспособляемости подвески ведущих мостов при движении по проселку и пересеченной местности - угол взаимного перекоса не более 7 градусов, тогда как к автомобилям предъявляется требование по углу перекоса не меньше 24 градусов.

К тому же неправильно технически выполнена кинематическая схема главной силовой передачи к ведущим осям при данной конструкции подвески. Отсюда, как следствие, коронные шестерни, сателлиты, малые конические шестерни второго карданного вала и полуоси воспринимают периодически неровные динамические нагрузки, и как следствие - сильный износ и поломки даже при небольшом пробеге (600 км).
На основании результатов испытаний считаем, что бронеавтомобиль ГАЗ-ТК к автомобилям повышенной проходимости, отвечающим предъявляемым к данному типу машин требованиям, отнесен быть не может. Также не соответствует стрелково-тактическим требованиям по огневой мощи и углам обстрела. Для применения в РККА в качестве боевой машины не пригоден.

Разработка бронеавтомобиля была прекращена. В дальнейшем аналогичный проект разрабатывали инженеры Горьковского автозавода на основе грузовика ГАЗ-АА.